# Сєрих Семен Прокопович
Семен Прокопович Сєрих (рос. Семён Прокофьевич Серых;  нар. 16 лютого 1915 — 3 грудня 1991) — радянський офіцер, Герой Радянського Союзу, в роки німецько-радянської війни заступник командира батальйону з політичної частини 1-го стрілецького полку 99-ї стрілецької Житомирської Червонопрапорної дивізії 46-ї армії 2-го Українського фронту, капітан.

## Біографія
Народився 16 лютого 1915 року в селі Теребрено (нині Ракитянського району Бєлгородської області) у селянській родині. Росіянин. Закінчив сім класів неповної середньої школи. Працював планувальником будмайданчика Харківського тракторного заводу.
У 1937 році призваний до лав Червоної Армії. Учасник боїв біля озера Хасан в 1938 році. У 1940 році демобілізувався. Вдруге призваний на військову службу в 1941 році. У боях німецько-радянської війни з жовтня 1941 року. Воював на 2-му Українському фронті.
У ніч на 5 грудня 1944 року капітан С. П. Сєрих із батальйоном форсував Дунай біля населеного пункту Маріахаза, північніше угорського міста Ерчі. У бою за містечко Каземхап замінив пораненого командира роти, очолив атаку і захопив Каземхап. Брав участь у відбитті 12 контратак противника. Плацдарм був утриманий.
Указом Президії Верховної Ради СРСР від 24 березня 1945 року за зразкове виконання бойових завдань командування на фронтах боротьби з німецькими загарбниками і проявлені при цьому відвагу і геройство капітану Семену Прокоповичу Сєрих присвоєно звання Героя Радянського Союзу з врученням ордена Леніна і медалі «Золота Зірка» (№ 7254).

Могила Семена Сєрих

Після війни продовжував службу в армії. У 1948 році закінчив курси заступників командирів частин з політичної частини.
З 1960 року підполковник С. П. Сєрих у запасі. Жив у Києві. Помер 3 грудня 1991 року. Похований у Києві на Міському кладовищі «Берківці».

## Творча діяльність
С. П. Сєрих є автором книги «Безсмертний батальйон».

## Нагороди
Нагороджений орденом Леніна, орденом Червоного Прапора, орденом Вітчизняної війни 1-го ступеня, двома орденами Червоної Зірки, медалями.